# Justus Schwensen
Justus Schwensen (28. november 1893 i København – 14. december 1976) var en dansk godsejer.
Han var søn af proprietær Holger Fangel Schwensen (død 1910) og hustru Anna f. Hillisøe (død 1937), blev student fra Frederiksborg Statsskole 1911 og tog filosofikum 1912. Schwensen blev uddannet til landmand som elev og forvalter på større gårde, blev løjtnant i Den Kongelige Livgarde 1916, var ejer af Nørlykkegården 1919-21, forpagter af Arnakkegård 1920 og slutteligt ejer 1927-73.
Schwensen var Ridder af Dannebrog, formand for udtørringsselskabet Svinninge Vejle 1927-51; medlem af bestyrelsen for Holbæk Amts økonomiske Selskab 1942-73, for Hotaco A/S, Holbæk 1954-71 og for Motorfabriken Bukh 1954-73, formand 1962-73; næstformand og formand i Landmandsbanken, Holbæk 1950-61, medlem af bankens delegation 1961-73; medlem af direktionen 1955 og bestyrelsen 1955-71 for Nordvestsjællands Elektricitetsværk; landbrugskyndig rådgiver for Holbæk Byråd 1937-58 og medlem af bestyrelsen og rådgiver for Tanganyika Planting Company Ltd. 1951-73.
Han blev gift 22. maj 1920 med Louise Kissmeyer (30. maj 1891 på Færøerne – 1973), datter af distriktslæge Carl Kissmeyer (død 1897) og hustru Christiane f. Jensen (død 1956).